# 이마무라 유스케 (1997년)
이마무라 유스케(일본어: 今村 優介, 1997년 12월 27일~)는 일본의 축구 선수이다.

## 구단 경력
그는 2020년 J3리그의 아술 클라로 누마즈에 입단했다. 2021년까지 45경기에 출전하여, 5득점을 넣었다. 2022년 일본 풋볼 리그의 FC 오사카로 이적했다. 2022년 일본 풋볼 리그 준우승으로 J3리그로 승격했다. 2024년 일본 풋볼 리그의 베르스파 오이타로 이적했다.